# Anders Edvard Ramsay
Anders Edvard Ramsay, född den 23 mars 1799 i Kuopio, död den 12 maj 1877 i Helsingfors, var en finländsk krigare, son till Anders Johan Ramsay, brorson till Otto Wilhelm Ramsay, far till Georg Edvard Ramsay.

## Biografi
Ramsay inträdde i pagekåren i Sankt Petersburg 1813 och var kammarpage 1815-1817 hos storfurste Nikolaj Pavlovitj. 1818 blev han utnämnd fänrik vid Preobrazjenska livgardet. År 1827 utnämndes han till chef för den nyupprättade finska undervisningsbataljonen, som var ämnad att bli ett mönster för de skarpskyttetrupper, som kejsar Nikolaus I ämnade uppsätta. Om hans framstående militära förmåga vittnar, att denna bataljon redan 1829 erhöll gardes rättigheter. 
Ramsay, som 1828 befordrats till överste, blev den förste chefen för Finska gardet. Sitt elddop erhöll det, då polska upproret kuvades. Det tillhörde gardeskårens avantgarde och utmärkte sig i slaget vid Prschetitsche 16 maj 1831, där han även blev sårad. Även i Warschaus stormning september samma år deltog han. 
Ramsay togs härefter i anspråk för flera militäradministrativa värv och hade bland annat i uppdrag att uppsätta de nya skarpskyttebataljonerna, till vilkas inspektör han 1838 utsågs. Han steg därefter i graderna och var vid 48 år generallöjtnant. Under Orientaliska kriget hade Ramsay, som sedan 1849 var inspektör för de finska trupperna, i uppdrag att försvara kusten mellan Åbo och Helsingfors mot de förenade makternas flottor och förde vid försvaret av Sveaborg 1855 befälet på högra flanken. 
Upphöjd i friherrligt stånd på Alexander II:s kröningsdag 1856 och samtidigt chef för den ryska grenadjärkåren, utnämndes han 1859 till general av infanteriet. Åren 1862-63 kommenderade han trupperna i Polen, blev 1866 ledamot av krigskonseljen och samma år inspektör för ryska infanteriet, 1867 adjoint hos general en chef över trupperna i Warschaus militärdistrikt och 1873 ledamot av rikskonseljen. Ramsay stod i stor gunst både hos Nikolaus I och hos Alexander II, varom även hans för en finländare ovanligt höga poster vittnade.
Han är begravd på Sandudds begravningsplats i Helsingfors.